# Claude Bénard
Claude Bénard (Francia, 6 de octubre de 1926) fue un atleta francés especializado en la prueba de salto de altura, en la que consiguió ser medallista de bronce europeo en 1950.

## Carrera deportiva
En el Campeonato Europeo de Atletismo de 1950 ganó la medalla de bronce en el salto de altura, con un salto por encima de 1.93 metros, siendo superado por el británico Alan Paterson (oro con 1.96 metros) y el sueco Arne Åhman (plata también con 1.93 metros pero en menos intentos).